# 波罗素庙
波罗素庙，汉名寿康寺，位于河北省张家口市张北县二台镇波罗素村，是一座藏传佛教格鲁派寺院。

## 简介
清太宗皇太极时期，蒙古察哈尔部末代汗王林丹汗败走青海，并在青海病逝。如今张北县境内的蒙古人随之外迁，境内基本无人烟。清朝初年，张北渐成官牧之地，及王公贵族的马场。清朝康熙年间，张北再次成为察哈尔部的游牧之地。康熙十四年（1675年），清朝将察哈尔部由扎萨克旗改成总管旗，分成八个旗迁至宣化、大同边外驻牧。“边外”指如今大同、张家口、承德以北地区。这八个旗东到今承德木兰围场西境以及克什克腾旗，西到土默特东境，自东向西依次为：正蓝旗、镶白旗、正白旗、镶黄旗（以上为左翼四旗）、正黄旗、正红旗、镶红旗、镶蓝旗（以上为右翼四旗）。如今的张北县位于左翼四旗的镶黄旗南部。
清朝起初由政府出资在蒙古地区兴建佛寺，后来变成民建官助，提倡大户私建。当时，张北县境内有8座较大的寺庙：头台庙（兆丰寺）、波罗素庙（寿康寺）、阿拉庙、达拉齐庙、波罗钗察庙、海流图庙（崇禧寺）、小庙子（法轮寺）、德言庆庙。
清朝末年，清政府移民实边，开荒放垦。大批汉人来到张北县境内开垦草场。中华民国初年，继续该措施。蒙古人无法维持生计，乃相继迁出张北县境。
清末，张家口有9座喇嘛庙，喇嘛四五百人。中华人民共和国成立时仍有四座庙。张家口有代表性的喇嘛庙有三座：张北县的阿拉庙、海流图庙、波罗素庙。波罗素庙在清朝时也是蒙古族制作向皇帝进贡的奶制品的作坊。
波罗素庙的创建年份无考。有人传说建于清朝乾隆年间，又在光绪年间的1881年扩建。也有人传说在文革拆毁波罗素庙后，挖地基时曾挖出一块波罗素庙的奠基石，上面刻有该庙建于元至大二年（1309年）。
波罗素庙的建筑华美。大殿的高度和两层多楼房相当，大殿内供奉一头公青牛，仅在特别的节日才对外展示。一座偏殿内供奉关羽坐像，左为佩剑的关平，右为周仓，周仓右手握青龙偃月刀，左手牵赤兔马。波罗素庙前的广场上有一根旗杆，顶端为一黄色金属球，据说是珍贵的铜合金材质。院外有两座塔（即蒙古人说的敖包）。
每年农历六月十六日、十七日，波罗素庙举办庙会。外地喇嘛骑马纷至，到该庙念经、祭敖包、跳鬼、斗肠子等等，另有几位骑手会从该庙出发，骑马到数十里外的黄花脑包再返回。在这两天的庙会期间举办多种活动，方圆数十里内的居民纷纷来参加。
中华人民共和国初年，波罗素庙有喇嘛30多人。文化大革命前夕，波罗素庙所在村内的蒙古族人先后迁到正蓝旗、正白旗。文化大革命时期，波罗素庙被彻底拆毁，12名喇嘛除1人病死之外，全部返回内蒙古。